# Michael William Balfe
Michael William Balfe, né le 15 mai 1808 à Dublin et mort le 20 octobre 1870 dans le Hertfordshire, est un baryton et compositeur irlandais, notamment connu pour son opéra La Bohémienne.

## Biographie

### Jeunesse
Balfe est né à Dublin où ses dons musicaux se sont manifestés dès son plus jeune âge. Il reçoit l'enseignement de son père, maître de danse et violoniste, ainsi que du compositeur William Rooke. Sa famille déménage à Wexford lorsqu'il est enfant.
Entre 1814 et 1815, Balfe joue du violon pour les cours de danse de son père, et dès l'âge de sept ans, il compose une polacca.
En 1817, il se produit en public en tant que violoniste, et la même année, il compose une ballade d'abord appelée Young Fanny puis The Lovers' Mistake. En 1823, à la mort de son père, l'adolescent s'installe à Londres et est engagé comme violoniste dans l'orchestre du Théâtre de Drury Lane. Il finit par devenir le chef de cet orchestre. Pendant son séjour dans la capitale anglaise, il étudie le violon avec Charles Edward Horn ainsi que la composition avec Charles Frederick Horn, l'organiste de la chapelle Saint-Georges de Windsor.
Tout en continuant à jouer du violon, Balfe poursuit une carrière de chanteur d'opéra. Il fait des débuts infructueux à Norwich dans Der Freischütz de Carl Maria von Weber. En 1825, son riche mécène, le comte Mazzara, l'emmène à Rome pour des études vocales et musicales. Il le présente notamment au compositeur italien Luigi Cherubini.
En Italie, Balfe écrit sa première œuvre dramatique, le ballet La Perouse. Il devient un protégé de Rossini et, à la fin de l'année 1827, joue le rôle de Figaro dans Le Barbier de Séville à l'opéra italien de Paris. Alors qu'il chante à l'Opéra de Paris, il rencontre Maria Malibran.
En 1829, à Bologne, Balfe compose sa première cantate pour la soprano Giulia Grisi, alors âgée de 18 ans. Elle l'interprète avec le ténor Francesco Pedrazzi avec beaucoup de succès. Balfe produit son premier opéra complet, I rivali di se stessi, à Palerme pendant la saison du carnaval de 1829-1830.
Vers 1831, à Lugano (Suisse), il épouse Lina Roser, une chanteuse d'origine hongroise et de parents autrichiens qu'il avait rencontrée à Bergame. Le couple a deux fils et deux filles : Edward, mort en bas âge, Michael William Jr, Louisa et Victoire.

### Carrière et succès
Balfe retourne à Londres avec sa femme en mai 1835. Son premier succès a lieu quelques mois plus tard, avec la première de The Siege of Rochelle le 29 octobre 1835 à Drury Lane. Encouragé par ce succès, il produit The Maid of Artois en 1836, qui sera suivi d'autres opéras en anglais.
En juillet 1838, Balfe compose un nouvel opéra, Falstaff, pour l'Opéra d'Italie, basé sur Les Joyeuses Commères de Windsor, avec un livret de S. Manfredo Maggione. La production met en vedette ses amis Luigi Lablache (basse) dans le rôle-titre, Giulia Grisi (soprano), Giovanni Battista Rubini (ténor) et Antonio Tamburini (baryton).
En 1841, Balfe fonde l'Opéra national au Lyceum Theatre, mais l'entreprise est un échec. La même année, il crée son opéra, Keolanthe. Il s'installe ensuite à Paris, où il présente Le Puits d'amour au début de l'année 1843, puis son opéra basé sur Les quatre fils Aymon en 1844 pour l'Opéra-Comique et L'étoile de Séville en 1845. Leurs livrets ont notamment été écrits par Eugène Scribe. Entre-temps, en 1843, Balfe est retourné à Londres pour produire son œuvre la plus réussie, The Bohemian Girl, le 27 novembre 1843 au Théâtre de Drury Lane. La pièce est jouée pendant plus de 100 nuits, et des productions seront bientôt montées à New York, Dublin, Philadelphie, Vienne, Sydney, dans toute l'Europe et ailleurs. En 1854, une adaptation italienne intitulée La Zingara a été montée à Trieste avec un grand succès, et elle a également été jouée dans le monde entier en italien et en allemand. En 1862, une version française en quatre actes, La Bohème, a été produite en France et a connu un nouveau succès.
Il est fait Chevalier de la Légion d'honneur en 1870

## Œuvres principales
- Enrico quarto al passo della Marna (Milan, 1833)
- The Siege of Rochelle (Londres, 1835)
- Catherine Grey (1837)
- Falstaff (1838)
- Keolanthe (1840)
- Le Puits d'amour (Paris, 1843)
- La Bohémienne (Londres, 1843)
- Les Quatre Fils Aymon (Paris, 1844)
- L'Étoile de Séville (1845) lire en ligne sur Gallica
- The Bandman (Londres, 1846)
- The Maid of Honour (1847)
- Pittore e Duca (livret de Francesco Maria Piave, Trieste, 1856)
- The Rose of Castille (Londres, 1857)
- Satanella (1858)
- Bianca (1860)
- The Puritan's Daughter (1861)
- The Armourer of Nantes (1863)
- Il Talismano (1874)

## Source
- (en) Cet article est partiellement ou en totalité issu de l’article de Wikipédia en anglais intitulé « Michael William Balfe » (voir la liste des auteurs).